# Eilema venosa
Eilema venosa är en fjärilsart som beskrevs av Moore 1878. Eilema venosa ingår i släktet Eilema och familjen björnspinnare. Inga underarter finns listade i Catalogue of Life.